# Garabato (dibujo)

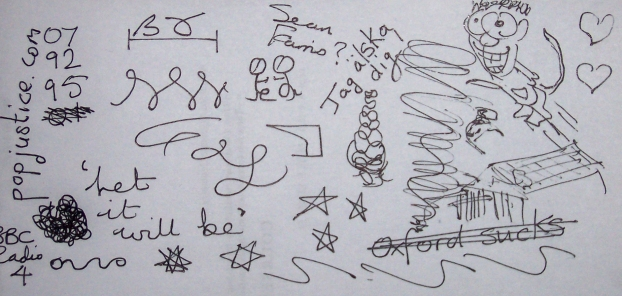
Garabatos.

Un garabato es un dibujo de cualquier cosa, concreta o abstracta, que se hace mientras la atención está ocupada en otra cosa o cuando la persona está aburrida. Es una forma de expresar enojo, felicidad y tristeza.
Los estudiantes suelen hacerlos en los cuadernos de la escuela, a menudo en los márgenes, elaborados mientras están soñando despiertos o cuando pierden el interés en la clase. Son también garabatos los que hace una persona en un papel mientras está en una conversación telefónica larga.
Pueden incluir caricaturas de los profesores y compañeros de la escuela, personajes de la televisión (de los cómics), seres ficticios, paisajes, figuras o patrones geométricos, texturas, pancartas con leyendas y animaciones. Los garabatos pueden ser dibujos sencillos o secuencias de ellos.

## Etimología

### En español
En español, es posible que el origen de la palabra garabato esté emparentado con el de palabras como grabado, gramática, grafos y gráficos: es muy probable que el origen de cualquiera de los sistemas de escritura de la humanidad hayan sido meros garabatos.

### En inglés (doodle)

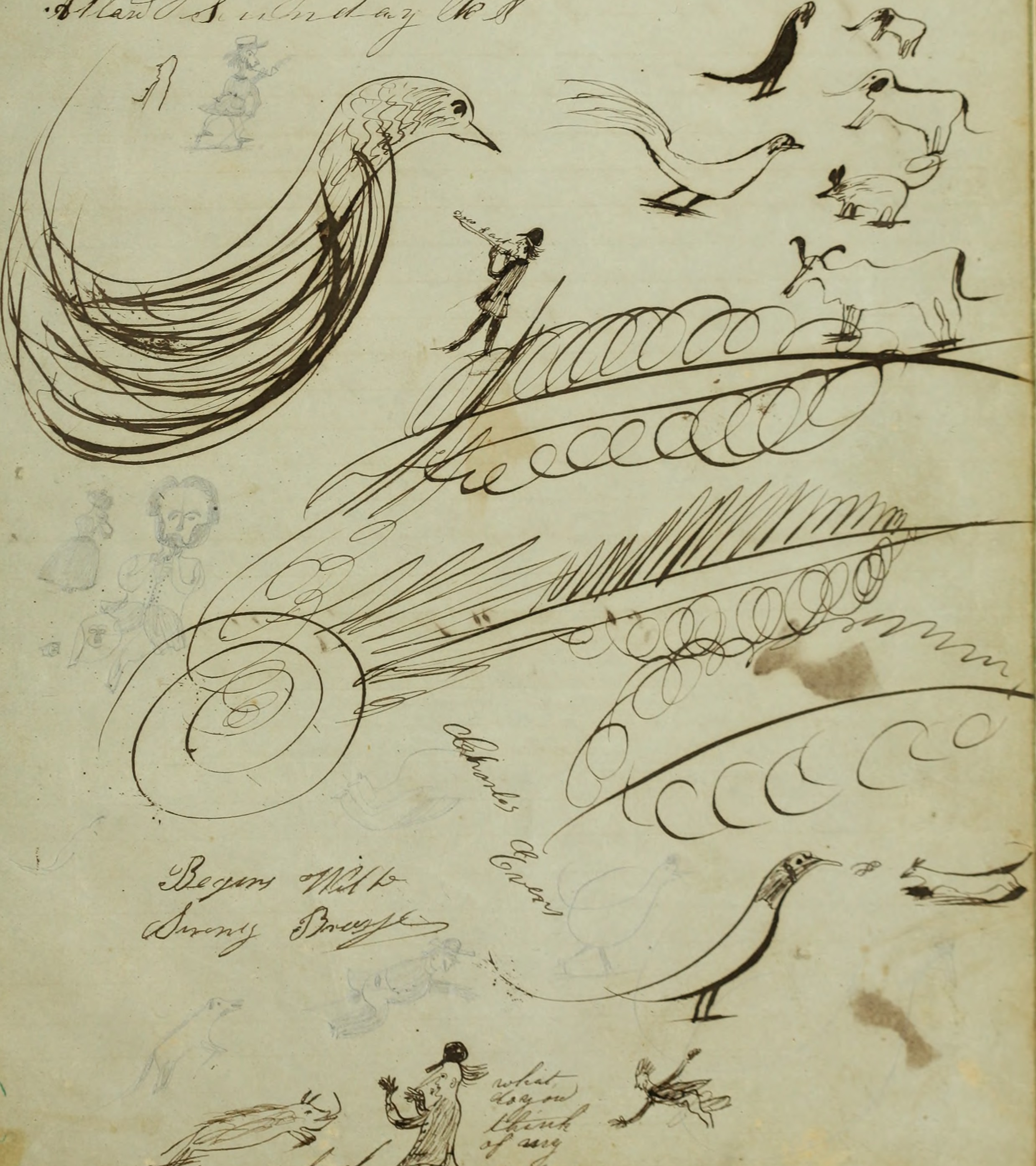
Garabatos de Benjamin Tucker.

La palabra doodle parece haber surgido por primera vez en el siglo XVII para calificar a alguien como `simple` o ‘bobo’. Quizá se deriva del alemán Dudeltopf o Dudeldop, que significan tonto o, más literalmente, fideo.
El significado tonto se utiliza en el título de la canción Yankee Doodle, originalmente cantada por las tropas coloniales británicas antes de la guerra revolucionaria americana. El origen del verbo también es de principios del siglo XVIII, y significa para estafar o hacer el ridículo.
En la película Mr. Deeds Goes to Town, Mr. Deeds menciona que doodle fue una palabra inventada para describir garabatos para ayudar a una persona que piensa. Según la pista de comentarios del DVD de audio, la palabra que se utiliza en este sentido fue inventada por el guionista Robert Riskin. 
El término doodle también sirvió para definir a personajes de dibujos animados como garabatos, tal y como ocurre en la película Cool World y en diversos personajes animados de varios estudios de animación como Cartoon Network o Nickelodeon. También existen personajes animados que tienen como apellido Doodle para referirse a ellos como simpático o gracioso. Por ejemplo: Dinky Doodle y Yakky Doodle.

## Eldoodlede Google
La compañía de Internet Google usa el término doodle para designar las imágenes que en muchas ocasiones coloca en su página principal, en donde aparece el nombre de la empresa.

## El garabato de hoy
Dadas las inmensas posibilidades artísticas e intelectuales del garabato, hoy se utiliza en centros educativos como metodología para estimular la creatividad.

### Zentangle
Existe además un método con copyright registrado en el año 2013 denominado Zentangle que utiliza la base del garabato para crear imágenes a partir de patrones estructurados.

## Beneficios para la salud
Diferentes estudios han encontrado beneficios para la salud de realizar garabatos, tales como prevenir la pérdida de memoria y mantener la atención.

## Garabatos notables

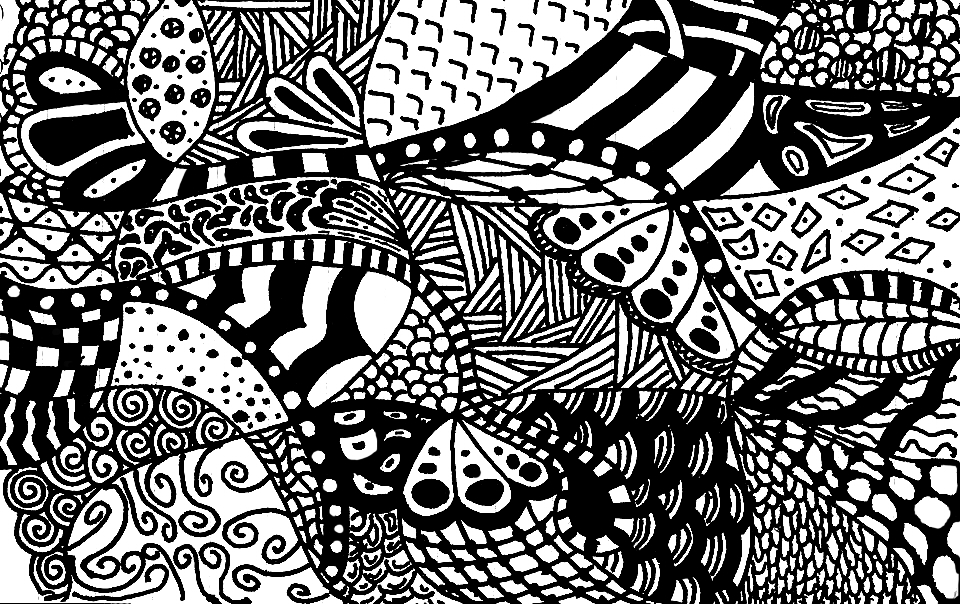
Ejemplo de un garabato digitalizado.

Muchos presidentes de Estados Unidos (incluyendo a Thomas Jefferson, Ronald Reagan y Bill Clinton) han hecho garabatos en las reuniones. El poeta y médico John Keats hacía garabatos en los márgenes de sus informes médicos. Samuel Beckett, Sylvia Plath, el matemático Stanislaw Ulam, entre otros, son también famosos por sus garabatos.
Doodling es un dispositivo que se repite en la comedia del actor, comediante y escritor estadounidense Larry David. En el episodio 8 de la 5 ª temporada de la serie Curb Your Enthusiasm, David declara: "No se puede sacar  para salvar mi vida, pero sin embargo, yo soy un garabateador muy bueno". La larga serie de comedia Seinfeld, creada por Larry David y Jerry Seinfeld, incluye un episodio notable titulado "El garabato", en el que un tosco dibujo de George Costanza ofrece la puesta en escena de la fricción posterior entre los personajes.